# Нишеми
Нишѐми (на италиански и на сицилиански Niscemi) е град и община в Южна Италия, провинция Калтанисета, автономен регион и остров Сицилия. Разположен е на 332 m надморска височина. Населението на общината е 27 932 души (към 2012 г.).